# Liste der Synagogen in Hessen
Die Liste der Synagogen in Hessen führt alle Synagogen auf, die sich auf dem Gebiet des heutigen Bundeslandes Hessen befinden oder befanden.

## Liste
| Ort                                     | Name                                         | Anmerkung |
| --------------------------------------- | -------------------------------------------- | --- |
| Meißner-Abterode                        | Synagoge Abterode                            | Gebäude erhalten |
| Diemelsee-Adorf                         | Synagoge Adorf                               | im Novemberpogrom 1938 zerstört |
| Allendorf (Lumda)                       | Synagoge Allendorf                           | Gebäude erhalten |
| Alsbach-Hähnlein                        | Synagoge Alsbach                             | Gebäude erhalten |
| Alsfeld                                 | Alte Synagoge Alsfeld                        | vor 1834–1905, Gebäude erhalten |
| Alsfeld                                 | Neue Synagoge Alsfeld                        | 1905–1938; im Novemberpogrom zerstört |
| Buseck-Alten-Buseck                     | Synagoge Alten-Buseck                        | im Novemberpogrom 1938 zerstört |
| Altengronau                             | Synagoge Altengronau                         | Gebäude erhalten |
| Altenstadt                              | Synagoge Altenstadt                          | im Novemberpogrom 1938 zerstört |
| Ronneburg-Altwiedermus                  | Synagoge Altwiedermus                        | Gebäude erhalten |
| Amöneburg                               | Synagoge Amöneburg                           | Privatsynagoge |
| Alsfeld-Angenrod                        | Synagoge Angenrod                            | um 1964 abgerissen |
| Darmstadt-Arheilgen                     | Synagoge Arheilgen                           | im Novemberpogrom 1938 zerstört |
| Nidda-Assenheim                         | Synagoge Assenheim                           | Gebäude erhalten |
| Bensheim-Auerbach                       | Synagoge Auerbach                            | Gebäude erhalten |
| Babenhausen                             | Synagoge Babenhausen                         | oberes Stockwerk in der Zeit nach dem Zweiten Weltkrieg abgetragen. |
| Bad Arolsen                             | Erste Synagoge Arolsen                       | 1727?–ca. 1800, Schloßstraße 11 |
| Bad Arolsen                             | Zweite Synagoge Arolsen                      | um 1760–ca. 1800 auf dem Grundstück von Samuel Hertz |
| Bad Arolsen                             | Dritte Synagoge Arolsen                      | 1870–ca. 1900, Kaulbachstraße 22, baulich keine Reste |
| Bad Arolsen                             | Vierte Synagoge Bad Arolsen                  | ab ca. 1900, Mannelstraße 3 |
| Bad Camberg                             | Synagoge Bad Camberg                         | im Novemberpogrom 1938 zerstört |
| Bad Hersfeld                            | Synagoge (Bad Hersfeld)                      | im Novemberpogrom 1938 zerstört |
| Bad Homburg vor der Höhe                | Synagoge Bad Homburg                         | im Novemberpogrom 1938 zerstört |
| Bad König                               | Synagoge Bad König                           | im Novemberpogrom 1938 zerstört |
| Bad Nauheim                             | Synagoge Bad Nauheim                         | liturgisch genutzt |
| Bad Orb                                 | Synagoge Bad Orb                             | Gebäude erhalten |
| Bad Salzschlirf                         | Synagoge Bad Salzschlirf                     | stark verändernd zu Wohnhaus umgebaut |
| Bad Schwalbach                          | Synagoge Bad Schwalbach                      | im Novemberpogrom 1938 zerstört |
| Bad Soden am Taunus                     | Synagoge Bad Soden                           | nach 1970 im Zuge einer Altstadtsanierung (!) abgerissen |
| Bad Vilbel                              | Synagoge Bad Vilbel                          | Gebäude erhalten |
| Bad Wildungen                           | Synagoge Wildungen                           | Der Vorgängerbau der letzten Synagoge, genutzt von 1850 bis 1914, ist erhalten, die letzte Synagoge wurde in der Folge der Novemberpogrome 1938 zerstört. |
| Allendorf (Eder)-Battenfeld             | Synagoge Battenfeld                          | im Novemberpogrom 1938 zerstört |
| Alheim-Baumbach                         | Synagoge Baumbach                            | 1934 zu Wohnhaus umgebaut |
| Bebra                                   | Alte Synagoge Bebra                          | 1924 durch Neubau ersetzt |
| Bebra                                   | Synagoge Bebra                               | um 1970 abgerissen |
| Beerfelden                              | Synagoge Beerfelden                          | im Novemberpogrom 1938 zerstört |
| Reichelsheim-Beienheim                  | Synagoge Beienheim                           | um 1928 aufgegeben |
| Greifenstein-Beilstein                  | Synagoge Beilstein                           | um 1880 aufgegeben |
| Beiseförth                              | Synagoge Beiseförth                          | Gebäude erhalten |
| Bensheim                                | Synagoge (Bensheim)                          | im Novemberpogrom 1938 zerstört |
| Frankfurt am Main-Bergen-Enkheim        | Synagoge Bergen-Enkheim                      | im Novemberpogrom 1938 zerstört |
| Edertal-Bergheim                        | Synagoge Bergheim                            | vor 1933 aufgegeben |
| Buseck-Beuern                           | Synagoge Beuern                              | Gebäude erhalten |
| Biblis                                  | Synagoge Biblis                              | 1981/82 abgerissen |
| Biebesheim am Rhein                     | Synagoge Biebesheim                          | Gebäude erhalten |
| Wiesbaden-Biebrich                      | Synagoge Biebrich                            | im Novemberpogrom 1938 zerstört |
| Wiesbaden-Bierstadt                     | Synagoge Bierstadt                           | im Novemberpogrom 1938 zerstört |
| Birkenau (Odenwald)                     | Synagoge Birkenau                            | im Novemberpogrom 1938 zerstört |
| Birstein                                | Synagoge Birstein                            | Gebäude erhalten |
| Bischofsheim                            | Synagoge Bischofsheim                        | Gebäude erhalten |
| Leun-Biskirchen                         | Synagoge Biskirchen                          | um 1900 aufgegeben |
| Echzell-Bisses                          | Synagoge Bisses                              | um 1900 aufgegeben |
| Frankfurt am Main-Bockenheim            | Synagoge Bockenheim                          | im Novemberpogrom 1938 zerstört |
| Ulrichstein-Bobenhausen                 | Synagoge Bobenhausen                         | Gebäude erhalten |
| Niddatal-Bönstadt                       | Synagoge Bönstadt                            | um 1918 aufgegeben |
| Borken                                  | Synagoge Borken                              | 1954 abgerissen |
| Braunfels                               | Synagoge Braunfels                           | Gebäude erhalten |
| Breidenbach                             | Synagoge Breidenbach                         | um 1969 abgerissen |
| Breitenbach am Herzberg                 | Synagoge Breitenbach                         | in den 1960er Jahren zu Wohnhaus umgebaut |
| Breuna                                  | Synagoge Breuna                              | Gebäude erhalten |
| Büdingen                                | Synagoge Büdingen                            | Gebäude erhalten |
| Offenbach-Bürgel                        | Synagoge Bürgel                              | Gebäude erhalten |
| Bürstadt                                | Synagoge Bürstadt                            | im Novemberpogrom 1938 zerstört |
| Büttelborn                              | Synagoge Büttelborn                          | im Novemberpogrom 1938 zerstört |
| Karben-Burg-Gräfenrode                  | Synagoge Burg-Gräfenrode                     | um 1927 aufgelöst |
| Burghaun                                | Synagoge Burghaun                            | im Novemberpogrom 1938 zerstört |
| Butzbach                                | Synagoge Butzbach                            | Die mittelalterliche Synagoge befand sich in der Judengasse (heute: Hirschgasse); 1848–1926 befand sich die Synagoge im ersten Stock des Butzbacher Rathauses; die 1926 errichtete Synagoge wurde im Novemberpogrom 1938 zerstört. |
| Grebenhain-Crainfeld                    | Synagoge Crainfeld                           | 1951 abgerissen |
| Riedstadt-Crumstadt                     | Synagoge Crumstadt                           | im Novemberpogrom 1938 zerstört |
| Darmstadt                               | Liberale Synagoge (Darmstadt)                | 1938, 1940 und 1970 Teilzerstörungen, seit 2009 sind die Reste Teil einer Gedenkstätte im Kellerbereich des Klinikum Darmstadt. |
| Darmstadt                               | Synagoge Darmstadt                           | Neubau von 1988 |
| Deisel                                  | Synagoge Deisel                              | bereits 1933 aufgegeben, Ende der 1970er Jahre abgebrochen |
| Dieburg                                 | Synagoge Dieburg                             | Nach dem Zweiten Weltkrieg kurzzeitig noch von Displaced Persons liturgisch genutzt, 1952 abgerissen. |
| Sontra-Diemerode                        | Synagoge Diemerode                           | nach 1938 baulich stark verändert, 1974 weitestgehend abgerissen |
| Dillich                                 | Synagoge Dillich                             | noch vor 1938 verkauft |
| Groß-Gerau-Dornheim                     | Synagoge Dornheim                            | im Novemberpogrom 1938 zerstört |
| Dreieich-Dreieichenhain                 | Synagoge Dreieichenhain                      | Gebäude erhalten |
| Büdingen-Düdelsheim                     | Synagoge Düdelsheim                          | Teilabriss nach 1960 und Umbau des Gebäuderestes |
| Büdingen-Eckartshausen                  | Synagoge Eckartshausen                       | Gebäude erhalten |
| Darmstadt-Eberstadt                     | Synagoge Eberstadt                           | im Novemberpogrom 1938 zerstört |
| Egelsbach                               | Synagoge Egelsbach                           | Gebäude erhalten |
| Ehringshausen                           | Synagoge Ehringshausen                       | 1975 abgerissen |
| Willingen-Eimelrod                      | Synagoge Eimelrod                            | im Novemberpogrom 1938 zerstört |
| Schotten-Einartshausen                  | Synagoge Einartshausen                       | Gebäude erhalten |
| Eiterfeld                               | Synagoge Eiterfeld                           | im Novemberpogrom 1938 zerstört |
| Eltville                                | Synagoge Eltville                            | Gebäude erhalten |
| Eppertshausen                           | Synagoge Eppertshausen                       | im Novemberpogrom 1938 zerstört |
| Schenklengsfeld-Erdmannrode             | Synagoge Erdmannrode                         | um 1920 aufgegeben |
| Riedstadt-Erfelden                      | Synagoge Erfelden                            | Gebäude erhalten |
| Eschwege                                | Synagoge (Eschwege)                          | nach dem Zweiten Weltkrieg erneut als Synagoge genutzt, nach Auflösung der Gemeinde heute Neuapostolische Kirche |
| Reiskirchen-Ettingshausen               | Synagoge Ettingshausen                       | im Novemberpogrom 1938 zerstört |
| Flörsheim am Main-Falkenberg            | Synagoge Falkenberg                          | im Novemberpogrom 1938 zerstört |
| Königstein im Taunus-Falkenstein        | Synagoge Falkenstein                         | um 1913 aufgegeben |
| Felsberg                                | Synagoge Felsberg                            | Gebäude erhalten |
| Birstein-Fischborn                      | Synagoge Fischborn                           | um 1932 aufgegeben |
| Flieden                                 | Synagoge Flieden                             | Gebäude erhalten |
| Flörsheim am Main                       | Synagoge Flörsheim                           | im Novemberpogrom 1938 zerstört |
| Fränkisch-Crumbach                      | Synagoge Fränkisch Crumbach                  | Gebäude erhalten, Nachnutzung als Kino bis 1988 |
| Frankenau                               | Synagoge Frankenau                           | im Novemberpogrom 1938 zerstört |
| Frankenberg                             | Synagoge Frankenberg                         | Gebäude erhalten |
| Berkatal-Frankershausen                 | Synagoge Frankershausen                      | im Novemberpogrom 1938 zerstört |
| Frankfurt am Main                       | Synagoge Baumweg                             | wird liturgisch genutzt |
| Frankfurt am Main                       | Börneplatzsynagoge                           | im Novemberpogrom 1938 zerstört |
| Frankfurt am Main                       | Synagoge Bornheimer Landwehr                 | Neubau im jüdischen Altersheim 1977 |
| Frankfurt am Main                       | Hauptsynagoge (Frankfurt am Main)            | im Novemberpogrom 1938 zerstört, Ruine 1939 abgerissen |
| Frankfurt am Main                       | Synagoge der Henry und Emma Budge-Stiftung   | Neubau in Altersheim 2003 |
| Frankfurt am Main                       | Synagoge Friedberger Anlage (Ostendsynagoge) | im Novemberpogrom 1938 zerstört, abgetragen und Grundstück mit Hochbunker überbaut. |
| Frankfurt am Main                       | Synagoge in der Schützenstraße               | aufgegeben 1882, Vorgängerbau der Börneplatzsynagoge |
| Frankfurt am Main                       | Westendsynagoge                              | wird liturgisch genutzt |
| Dornburg-Frickhofen                     | Synagoge Frickhofen                          | Gebäude erhalten |
| Friedberg                               | Synagoge Friedberg                           | im Novemberpogrom 1938 zerstört, Reste sind heute Gedenkstätte |
| Frielendorf                             | Synagoge Frielendorf                         | Gebäude erhalten |
| Fritzlar                                | Synagoge Fritzlar                            | im Novemberpogrom 1938 zerstört |
| Fronhausen                              | Synagoge Fronhausen                          | Gebäude erhalten |
| Fulda                                   | Synagoge Fulda                               | Zwei Synagogen im Novemberpogrom 1938 zerstört; 1987 Synagoge neu eingerichtet im ehemaligen jüdischen Schulhaus. |
| Münzenberg-Gambach                      | Synagoge Gambach                             | Gebäude erhalten |
| Gedern                                  | Synagoge Gedern                              | Gebäude erhalten |
| Gelnhausen                              | Synagoge Gelnhausen                          | Gebäude erhalten |
| Gemünden (Wohra)                        | Synagoge Gemünden                            | im Novemberpogrom 1938 zerstört |
| Gernsheim                               | Synagoge Gernsheim                           | Gebäude erhalten |
| Gersfeld                                | Synagoge Gersfeld                            | im Novemberpogrom 1938 zerstört |
| Gießen                                  | Synagoge Gießen                              | Erste Synagoge: Ab Ende 17. Jh. in einem Privathaus in der Flügelsgasse, bis 1772; zweite Synagoge: vor 1749–1867, Dammstraße 11 / ehem. Zozelsgasse; dritte Synagoge 1867–1938, am Anlagenring, im Novemberpogrom 1938 zerstört, 1961 abgerissen; vierte Synagoge: Neubau von 1995 unter Einschluss der hierhin translozierten Synagoge Wohra. |
| Gilserberg                              | Synagoge Gilserberg                          | Gebäude erhalten |
| Gladenbach                              | Synagoge Gladenbach                          | im Novemberpogrom 1938 zerstört |
| Glauburg-Glauberg                       | Synagoge Glauberg                            | 1976 abgerissen |
| Lahntal-Goßfelden                       | Synagoge Goßfelden                           | um 1880 aufgegeben |
| Weiterstadt-Gräfenhausen                | Synagoge Gräfenhausen                        | im Novemberpogrom 1938 zerstört |
| Grebenau                                | Synagoge Grebenau                            | im Novemberpogrom 1938 zerstört |
| Grebenstein                             | Synagoge Grebenstein                         | im Novemberpogrom 1938 zerstört |
| Butzbach-Griedel                        | Synagoge Griedel                             | nach 1945 abgerissen |
| Griesheim                               | Synagoge Griesheim                           | im Novemberpogrom 1938 Schändung der Inneneinrichtung, vollst. Zerstörung bei Luftangriff |
| Groß-Bieberau                           | Synagoge Groß-Bieberau                       | im Novemberpogrom 1938 zerstört |
| Groß-Gerau                              | Synagoge Groß-Gerau                          | im Novemberpogrom 1938 zerstört |
| Karben-Groß-Karben                      | Synagoge Groß-Karben                         | im Novemberpogrom 1938 zerstört |
| Groß-Rohrheim                           | Synagoge Groß-Rohrheim                       | im Novemberpogrom 1938 zerstört |
| Groß-Umstadt                            | Synagoge Groß-Umstadt                        | Die Synagoge wurde an ihrem historischen Ort abgetragen und im Freilichtmuseum Hessenpark wieder aufgebaut. |
| Groß-Zimmern                            | Synagoge Groß-Zimmern                        | 1971 abgerissen |
| Buseck-Großen-Buseck                    | Synagoge Großen-Buseck                       | Gebäude erhalten |
| Linden-Großen-Linden                    | Synagoge Großen-Linden                       | 1972 abgerissen |
| Großkrotzenburg                         | Synagoge Großkrotzenburg                     | Gebäude erhalten |
| Großropperhausen                        | Synagoge Großropperhausen                    | Gebäude erhalten |
| Gemünden (Wohra)-Grüsen                 | Synagoge Grüsen                              | im Novemberpogrom 1938 zerstört |
| Gudensberg                              | Synagoge Gudensberg                          | Gebäude erhalten |
| Guxhagen                                | Synagoge Guxhagen                            | Gebäude erhalten |
| Otzberg-Habitzheim                      | Synagoge Habitzheim                          | 1964 abgerissen |
| Hadamar                                 | Synagoge Hadamar                             | Gebäude erhalten |
| Haiger                                  | Synagoge Haiger                              | zwischen 1933 und 1938 verkauft |
| Gründau-Hain-Gründau                    | Synagoge Hain-Gründau                        | Gebäude erhalten |
| Wohratal-Halsdorf                       | Synagoge Halsdorf                            | Gebäude erhalten |
| Hanau                                   | Alte Synagoge (Hanau)                        | im Novemberpogrom 1938 zerstört, Nordstraße 40; 2005 wurde eine neue Synagoge in einem bestehenden Gebäude in der Wilhelmstraße 11 eingerichtet |
| Waldkappel-Harmuthsachsen               | Synagoge Harmuthsachsen                      | Gebäude erhalten |
| Hattersheim                             | Synagoge Hattersheim                         | um 1930 aufgegeben |
| Neu-Eichenberg-Hebenshausen             | Synagoge Hebenshausen                        | 1937 verkauft |
| Frankfurt am Main-Heddernheim           | Synagoge Heddernheim                         | im Novemberpogrom 1938 zerstört |
| Alheim-Heinebach                        | Synagoge Heinbach                            | Gebäude erhalten |
| Nidderau-Heldenbergen                   | Synagoge Heldenbergen                        | im Novemberpogrom 1938 zerstört |
| Brachttal-Hellstein                     | Synagoge Hellstein                           | Gebäude erhalten |
| Bad Karlshafen-Helmarshausen            | Synagoge Helmarshausen                       | 1937 verkauft |
| Bad Arolsen-Helsen                      | Synagoge Helsen                              | um 1890 aufgegeben |
| Heppenheim                              | Synagoge Heppenheim                          | im Novemberpogrom 1938 zerstört |
| Herborn                                 | Synagoge Herborn                             | im Novemberpogrom 1938 beschädigt, 1982 abgerissen. |
| Babenhausen-Hergershausen               | Synagoge Hergershausen                       | im Novemberpogrom 1938 zerstört |
| Hünfelden-Heringen                      | Synagoge Heringen                            | In einem Privatgebäude, 1938 verkauft |
| Herleshausen                            | Synagoge Herleshausen                        | im Novemberpogrom 1938 zerstört |
| Kalbach-Heubach                         | Landsynagoge Heubach                         | Gebäude erhalten |
| Heusenstamm                             | Synagoge Heusenstamm                         | Gebäude erhalten |
| Gersfeld-Hettenhausen                   | Synagoge Hettenhausen                        | im Novemberpogrom 1938 zerstört |
| Limeshain-Himbach                       | Synagoge Himbach                             | im Novemberpogrom 1938 zerstört |
| Steinau an der Straße-Hintersteinau     | Synagoge Hintersteinau                       | um 1930 aufgegeben |
| Hirschhorn                              | Synagoge Hirschhorn                          | im Novemberpogrom 1938 zerstört |
| Butzbach-Hoch-Weisel                    | Synagoge Hoch-Weisel                         | um 1918 aufgegeben |
| Hochheim am Main                        | Synagoge Hochheim                            | Gebäude erhalten |
| Frankfurt am Main-Höchst                | Synagoge Höchst                              | Gebäude erhalten |
| Altenstadt-Höchst an der Nidder         | Synagoge Höchst an der Nidder                | Gebäude erhalten |
| Höchst im Odenwald                      | Synagoge Höchst im Odenwald                  | 1946 abgerissen |
| Waldeck-Höringhausen                    | Synagoge Höringhausen                        | 1937 an die Raiffeisenbank |
| Hofheim am Taunus                       | Synagoge Hofheim                             | Die Synagoge war in einem Turm der mittelalterlichen Stadtbefestigung eingebaut. |
| Hofgeismar                              | Synagoge Hofgeismar                          | im Novemberpogrom 1938 zerstört |
| Hohenahr-Hohensolms                     | Synagoge Hohensolms                          | Ende der 1970er Jahre abgerissen |
| Hohenstein-Holzhausen über Aar          | Synagoge Holzhausen                          | Gebäude erhalten |
| Pohlheim-Holzheim                       | Synagoge Holzheim                            | 1963 abgerissen |
| Homberg (Efze)                          | Synagoge Homberg (Efze)                      | Betraum in Privathaus, das vor 1938 an einen Schäfer verkauft wurde |
| Homberg (Ohm)                           | Synagoge Homberg (Ohm)                       | 1935 verkauft |
| Schauenburg-Hoof                        | Synagoge Hoof                                | Gebäude erhalten |
| Hofheim am Taunus                       | Synagoge Hofheim am Taunus                   | Gebäude erhalten |
| Hünfeld                                 | Synagoge Hünfeld                             | im Novemberpogrom 1938 zerstört |
| Ronneburg-Hüttengesäß                   | Synagoge Hüttengesäß                         | Gebäude erhalten |
| Hungen                                  | Synagoge Hungen                              | Gebäude erhalten |
| Bebra-Iba                               | Synagoge Iba                                 | Gemeinde bereits 1920 aufgelöst, Gebäude zu Wohnhaus umgebaut |
| Idstein                                 | Synagoge Idstein                             | Gebäude erhalten |
| Jesberg                                 | Synagoge Jesberg                             | Gebäude erhalten |
| Kassel                                  | Synagoge Kassel                              | historische Synagoge im Novemberpogrom 1938 zerstört; erster Neubau 1965, zweiter Neubau 2000 |
| Ehringshausen-Katzenfurt                | Synagoge Katzenfurt                          | in den 1950er Jahren abgerissen |
| Kelsterbach                             | Synagoge Kelsterbach                         | Gebäude erhalten |
| Feldatal-Kestrich                       | Synagoge Kestrich                            | Gebäude erhalten |
| Aarbergen-Kettenbach                    | Synagoge Kettenbach                          | Gebäude erhalten |
| Hünfelden-Kirberg                       | Synagoge Kirberg                             | nach 1951 abgerissen |
| Birstein-Kirchbracht                    | Synagoge Kirchbracht                         | in der Zeit um den Ersten Weltkrieg aufgegeben |
| Brombachtal-Kirchbrombach               | Synagoge Kirchbrombach                       | um 1922 aufgegeben |
| Kirchhain                               | Synagoge Kirchhain                           | Gebäude teilweise erhalten |
| Kirtorf                                 | Synagoge Kirtorf                             | 1951 abgerissen |
| Hainburg-Klein-Krotzenburg              | Synagoge Klein-Krotzenburg                   | Gebäude erhalten |
| Rüsselsheim am Main-Königstädten        | Synagoge Königstädten                        | vor 1933 aufgelöst |
| Königstein im Taunus                    | Synagoge Königstein                          | Es gab mindestens vier Synagogen in Königstein, ein Gebäude, genutzt vmtl. 1837–1901, ist erhalten; dessen Nachfolgebau, ein schlichtes Fachwerkgebäude, genutzt 1900–1912, wurde 1927 abgebrochen; die vierte Synagoge, genutzt ab 1912, wurde im Novemberpogrom 1938 zerstört.                                                                |
| Waldsolms-Kröffelbach                   | Synagoge Kröffelbach                         | im Novemberpogrom 1938 zerstört |
| Lampertheim                             | Synagoge Lampertheim                         | im Novemberpogrom 1938 zerstört |
| Bad Arolsen-Landau                      | Synagoge Landau                              | um 1930 aufgelöst |
| Langen                                  | Synagoge Langen                              | Erste Synagoge von 1850 in der Borngasse 12; zweite Synagoge von 1902 im Novemberpogrom 1938 zerstört, bauliche Reste als Mahnmal erhalten |
| Erlensee-Langendiebach                  | Synagoge Langendiebach                       | im Novemberpogrom 1938 zerstört |
| Burghaun-Langenschwarz                  | Synagoge Langenschwarz                       | um 1910 aufgelöst |
| Langenselbold                           | Synagoge Langenselbold                       | Gebäude erhalten |
| Langgöns                                | Synagoge Langgöns                            | im Novemberpogrom 1938 zerstört |
| Lich-Langsdorf                          | Synagoge Langsdorf                           | Gebäude erhalten |
| Laubach                                 | Synagoge Laubach                             | im Novemberpogrom 1938 zerstört |
| Weilmünster-Laubuseschbach              | Synagoge Laubuseschbach                      | um 1907 aufgegeben |
| Heidenrod-Laufenselden                  | Synagoge Laufenselden                        | Gebäude erhalten |
| Lauterbach                              | Synagoge Lauterbach                          | im Novemberpogrom 1938 zerstört |
| Riedstadt-Leeheim                       | Synagoge Leeheim                             | im Novemberpogrom 1938 zerstört |
| Linden-Leihgestern                      | Synagoge Leihgestern                         | im Novemberpogrom 1938 zerstört |
| Otzberg-Lengfeld                        | Synagoge Lengfeld                            | Gebäude erhalten |
| Lich                                    | Synagoge Lich                                | Gebäude erhalten |
| Birstein-Lichenroth                     | Synagoge Lichenroth                          | Gebäude erhalten |
| Gründau-Lieblos                         | Synagoge Lieblos                             | Gebäude erhalten |
| Limburg an der Lahn                     | Alte Synagoge Limburg an der Lahn            | 1867–1903: umgenutzte ehemalige Kapelle, In der Erbach 2–3 |
| Limburg an der Lahn                     | Neue Synagoge Limburg an der Lahn            | In der unteren Schiede, 1903–1938, zerstört |
| Altenstadt (Hessen)-Lindheim            | Synagoge Lindheim                            | Abriss in den späten 1960er Jahren |
| Lohra                                   | Synagoge Lohra                               | Gebäude erhalten |
| Flörsbachtal-Lohrhaupten                | Synagoge Lohrhaupten                         | 1970 abgerissen |
| Lollar                                  | Synagoge Lollar                              | im Novemberpogrom 1938 zerstört |
| Rabenau-Londorf                         | Synagoge Londorf                             | nach 1945 abgerissen |
| Lorsch                                  | Synagoge Lorsch                              | im Novemberpogrom 1938 zerstört |
| Wiesbaden-Mainz-Kastel                  | Synagoge Mainz-Kastel                        | um 1913 aufgegeben |
| Hohenroda-Mansbach                      | Synagoge Mansbach                            | 1973 abgerissen |
| Marburg                                 | Synagoge Marburg                             | Durch die Geschichte sind in Marburg insgesamt 10 als Synagogen genutzte Gebäude bekannt. Die Synagogen Marburg und Marburg-Neustadt wurden im Novemberpogrom 1938 zerstört. |
| Amöneburg-Mardorf                       | Synagoge Mardorf                             | Gebäude erhalten |
| Hammersbach-Marköbel                    | Synagoge Marköbel                            | im Novemberpogrom 1938 zerstört |
| Gelnhausen-Meerholz                     | Synagoge Meerholz                            | 1963/64 abgerissen |
| Calden-Meimbressen                      | Synagoge Meimbressen                         | 1949 Teilabbruch, Rest: Wohnhaus |
| Melsungen                               | Synagoge Melsungen                           | Gebäude erhalten |
| Bad Arolsen-Mengeringhausen             | Synagoge Mengeringhausen                     | 1937 an privat verkauft |
| Mengerskirchen                          | Synagoge Mengerskirchen                      | um 1900 aufgegeben |
| Hünfelden-Mensfelden                    | Synagoge Mensfelden                          | im Novemberpogrom 1938 zerstört |
| Willingshausen-Merzhausen               | Synagoge Merzhausen                          | 1947 abgebrochen |
| Messel                                  | Synagoge Messel                              | abgerissen in den 1970er Jahren |
| Michelstadt                             | Synagoge Michelstadt                         | Gebäude erhalten |
| Mörfelden-Walldorf-Mörfelden            | Synagoge Mörfelden                           | im Novemberpogrom 1938 zerstört |
| Neustadt (Hessen)-Momberg               | Synagoge Momberg                             | Gebäude erhalten |
| Wetzlar-Münchholzhausen                 | Synagoge Münchholzhausen                     | 1939 zerstört |
| Münster (Hessen)                        | Synagoge Münster                             | 1939 zerstört |
| Münzenberg                              | Synagoge Münzenberg                          | Gebäude erhalten |
| Nauheim                                 | Synagoge Nauheim                             | Betraum in Privathaus |
| Naumburg                                | Synagoge Naumburg                            | im Novemberpogrom 1938 teilweise zerstört, Rest heute Wohnhaus |
| Neckarsteinach                          | Synagoge Neckarsteinach                      | Gebäude erhalten |
| Nentershausen                           | Synagoge Nentershausen                       | Die Fachwerk-Synagoge wurde 1987 abgetragen und einschließlich einer Mikwe im Freilichtmuseum Hessenpark bis 1996 wieder aufgebaut. |
| Herleshausen-Nesselröden                | Synagoge Nesselröden                         | zwischen 1933 und 1937 verkauft |
| Ringgau-Netra                           | Synagoge Netra                               | 1971 abgerissen |
| Neuhof                                  | Synagoge Neuhof                              | stark verändernd umgestaltet |
| Neukirchen                              | Synagoge Neukirchen                          | Gebäude erhalten |
| Morschen-Neumorschen                    | Synagoge Neumorschen                         | Betraum in Privathaus |
| Breuberg-Neustadt                       | Synagoge Neustadt im Odenwald                | im Novemberpogrom 1938 zerstört |
| Nidda                                   | Synagoge Nidda                               | Gebäude erhalten |
| Florstadt-Nieder-Florstadt              | Synagoge Nieder-Florstadt                    | im Novemberpogrom 1938 zerstört |
| Gemünden (Felda)-Nieder-Gemünden        | Synagoge Nieder-Gemünden                     | um 1925 aufgegeben |
| Florstadt-Nieder-Mockstadt              | Synagoge Nieder-Mockstadt                    | Gebäude erhalten |
| Butzbach-Nieder-Weisel                  | Synagoge Nieder-Weisel                       | im Novemberpogrom 1938 zerstört |
| Wöllstadt-Nieder-Wöllstadt              | Synagoge Nieder-Wöllstadt                    | im Novemberpogrom 1938 zerstört |
| Frankfurt am Main-Niederursel           | Synagoge Niederursel                         | um 1880 aufgegeben |
| Niedenstein                             | Synagoge Niedenstein                         | Gebäude erhalten |
| Gemünden-Nieder-Gemünden                | Synagoge Nieder-Gemünden                     | um 1925 aufgegeben |
| Mücke-Nieder-Ohmen                      | Synagoge Nieder-Ohmen                        | |
| Niederaula                              | Synagoge Niederaula                          | abgerissen nach dem Zweiten Weltkrieg, um 1980? |
| Liederbach-Niederhofheim                | Synagoge Niederhofheim                       | 1908 aufgegeben; 1962/63 abgerissen |
| Stadtallendorf-Niederklein              | Synagoge Niederklein                         | um 1920 aufgegeben |
| Liebenau-Niedermeiser                   | Synagoge Niedermeiser                        | 1909 verkauft |
| Bad Zwesten-Niederurff                  | Synagoge Niederurff                          | 1967/68 abgebrochen |
| Bischoffen-Niederweidbach               | Synagoge Niederweidbach                      | 1949 abgerissen |
| Allendorf (Lumda)-Nordeck               | Synagoge Nordeck                             | 1938 verkauft |
| Hungen-Obbornhofen                      | Synagoge Obbornhofen                         | Gebäude erhalten |
| Bad Homburg vor der Höhe-Ober-Erlenbach | Synagoge Ober-Erlenbach                      | Bestand bereits 1855. Vor 1924 aufgegeben |
| Kirtorf-Ober-Gleen                      | Synagoge Ober-Gleen                          | Gebäude erhalten |
| Otzberg-Ober-Klingen                    | Synagoge Ober-Klingen                        | 1978 abgerissen |
| Ranstadt-Ober-Mockstadt                 | Synagoge Ober-Mockstadt                      | um 1925 aufgegeben |
| Ober-Ramstadt                           | Synagoge Ober-Ramstadt                       | im Novemberpogrom 1938 zerstört |
| Gedern-Ober-Seemen                      | Synagoge Ober-Seemen                         | Gebäude erhalten |
| Münchhausen-Oberasphe                   | Synagoge Oberasphe                           | um 1932 aufgegeben |
| Oberaula                                | Synagoge Oberaula                            | 1969 abgerissen |
| Oberursel                               | Synagoge Oberursel                           | 1962 abgerissen |
| Sinntal-Oberzell                        | Synagoge Oberzell                            | Gebäude erhalten |
| Oestrich-Oestrich-Winkel                | Synagoge Oestrich                            | Gebäude erhalten |
| Offenbach am Main                       | Historische Synagoge                         | Historische Synagoge von 1916, nach dem Novemberpogrom 1938 in ein Theater umgebaut (heute: „Capitol“) |
| Offenbach am Main                       | Neue Synagoge                                | Neubau von 1956 in der Kaiserstraße |
| Hattersheim-Okriftel                    | Synagoge Okriftel                            | um 1920 aufgegeben |
| Ortenberg                               | Synagoge Ortenberg                           | Gebäude erhalten |
| Ottrau                                  | Synagoge Ottrau                              | 1920 säkularisiert |
| Butzbach-Pohl-Göns                      | Synagoge Pohl-Göns                           | Gebäude erhalten |
| Reichelsheim-Beerfurth                  | Synagoge Pfaffen-Beerfurth                   | Gebäude erhalten |
| Pfungstadt                              | Synagoge Pfungstadt                          | Gebäude erhalten |
| Ebsdorfergrund-Rauischholzhausen        | Synagoge Rauischholzhausen                   | im Novemberpogrom 1938 zerstört |
| Rauschenberg                            | Synagoge Rauschenberg                        | nach 1946 abgerissen |
| Reichelsheim (Odenwald)                 | Synagoge Reichelsheim im Odenwald            | im Novemberpogrom 1938 zerstört |
| Lautertal-Reichenbach                   | Synagoge Reichenbach                         | Gebäude erhalten |
| Wehretal-Reichensachsen                 | Synagoge Reichensachsen                      | 1951 abgerissen |
| Reinheim                                | Synagoge Reinheim                            | Gebäude erhalten |
| Reiskirchen                             | Synagoge Reiskirchen                         | im Novemberpogrom 1938 zerstört |
| Haunetal-Rhina                          | Synagoge Rhina                               | im Novemberpogrom 1938 zerstört |
| Wildeck-Richelsdorf                     | Synagoge Richelsdorf                         | in der zweiten Hälfte der 1970er Jahre abgerissen |
| Rimbach                                 | Synagoge Rimbach                             | 1938 “verkauft”; seit 1951 römisch-katholische Kirche |
| Rodgau-Weiskirchen                      | Synagoge Rodgau                              | Gebäude erhalten |
| Rodheim vor der Höhe                    | Synagoge Rodheim v.d.H.                      | im Novemberpogrom 1938 zerstört |
| Biebertal-Rodheim-Bieber                | Synagoge Rodheim-Bieber                      | um 1927 aufgegeben |
| Frankfurt am Main-Rödelheim             | Synagoge Rödelheim                           | im Novemberpogrom 1938 beschädigt, nach dem Zweiten Weltkrieg abgerissen |
| Melsungen-Röhrenfurth                   | Synagoge Röhrenfurth                         | um 1920 aufgegeben |
| Büdingen-Rohrbach                       | Synagoge Rohrbach                            | Gebäude erhalten |
| Romrod                                  | Synagoge Romrod                              | Gebäude erhalten |
| Bad Soden-Salmünster-Romsthal           | Synagoge Romsthal                            | im Novemberpogrom 1938 zerstört |
| Rosenthal                               | Synagoge Rosenthal                           | Gebäude erhalten |
| Roßdorf                                 | Synagoge Roßdorf                             | Gebäude erhalten |
| Weimar-Roth                             | Synagoge Roth                                | Gebäude erhalten |
| Burghaun-Rothenkirchen                  | Synagoge Rothenkirchen                       | bereits vor 1913 aufgegeben |
| Erlensee-Rückingen                      | Synagoge Rückingen                           | in den späten 1950er Jahren abgerissen |
| Rüdesheim am Rhein                      | Synagoge Rüdesheim                           | im Novemberpogrom 1938 zerstört |
| Rüsselsheim am Main                     | Synagoge Rüsselsheim                         | Gebäude erhalten |
| Waldeck-Sachsenhausen                   | Synagoge Sachsenhausen                       | Mitte der 1950er Jahre abgerissen |
| Bad Soden-Salmünster-Salmünster         | Synagoge Salmünster                          | Gebäude erhalten |
| Schaafheim                              | Synagoge Schaafheim                          | 1953 abgerissen |
| Schenklengsfeld                         | Synagoge Schenklengsfeld                     | im Novemberpogrom 1938 zerstört |
| Wiesbaden-Schierstein                   | Synagoge Schierstein                         | im Novemberpogrom 1938 ausgebrannt, Ruine in den 1960er Jahren abgerissen |
| Schlitz                                 | Synagoge Schlitz                             | Gebäude erhalten |
| Schlüchtern                             | Synagoge Schlüchtern                         | Vorgängerbau am Obertor 1978 abgerissen |
| Ebersburg-Schmalnau                     | Synagoge Schmalnau                           | 1984 abgerissen |
| Schmitten                               | Synagoge Schmitten                           | 1995 abgerissen |
| Schotten                                | Synagoge Schotten                            | Gebäude erhalten |
| Beselich-Schupbach                      | Synagoge Schupbach                           | Gebäude erhalten |
| Schwarzenborn                           | Synagoge Schwarzenborn                       | 1920 säkularisiert |
| Stadtallendorf-Schweinsberg             | Synagoge Schweinsberg                        | im Novemberpogrom 1938 zerstört |
| Seeheim-Jugenheim                       | Synagoge Seeheim                             | Gebäude erhalten |
| Seligenstadt                            | Synagoge Seligenstadt                        | im Novemberpogrom 1938 zerstört |
| Sickenhofen                             | Synagoge Sickenhofen                         | Gebäude erhalten |
| Sielen                                  | Synagoge Sielen                              | Gebäude erhalten |
| Freigericht-Somborn                     | Synagoge Somborn                             | Gebäude erhalten |
| Spangenberg                             | Synagoge Spangenberg                         | Gebäude erhalten |
| Dreieich-Sprendlingen                   | Synagoge Sprendlingen                        | im Novemberpogrom 1938 zerstört |
| Florstadt-Staden                        | Synagoge Staden                              | Gebäude erhalten |
| Stadtallendorf                          | Synagoge Stadtallendorf                      | Gebäude erhalten |
| Fernwald-Steinbach                      | Synagoge Steinbach                           | Gebäude erhalten |
| Waldems-Steinfischbach                  | Synagoge Steinfischbach                      | um 1900 aufgegeben |
| Bad Nauheim-Steinfurth                  | Synagoge Steinfurth                          | bereits um 1890 aufgegeben |
| Hanau-Steinheim                         | Synagoge Steinheim (Hanau)                   | Gebäude erhalten |
| Sinntal-Sterbfritz                      | Synagoge Sterbfritz                          | nach 1961 abgerissen |
| Schwalmtal-Storndorf                    | Synagoge Storndorf                           | Gebäude erhalten |
| Tann                                    | Synagoge Tann                                | im Novemberpogrom 1938 zerstört |
| Trebur                                  | Synagoge Trebur                              | in den 1970er Jahren abgerissen |
| Trendelburg                             | Synagoge Trendelburg                         | Gebäude erhalten |
| Staufenberg-Treis an der Lumda          | Synagoge Treis                               | nach 1945 abgerissen |
| Schwalmstadt-Treysa                     | Synagoge Treysa                              | Ende der 1950er Jahre abgerissen |
| Schwalmstadt-Trutzhain                  | Synagoge Trutzhain                           | Lagerbaracke, ab Ende 1945 für ca. 2 Jahre als Synagoge genutzt |
| Steinau-Ulmbach                         | Synagoge Ulmbach                             | Gebäude erhalten |
| Ulrichstein                             | Synagoge Ulrichstein                         | 1938 vor dem Novemberpogrom verkauft |
| Fritzlar-Ungedanken                     | Synagoge Ungedanken                          | 1937 säkularisiert |
| Rödermark-Urberach                      | Synagoge Urberach                            | Gebäude erhalten |
| Usingen                                 | Synagoge Usingen                             | Gebäude erhalten |
| Biebertal-Vetzberg                      | Synagoge Vetzberg                            | Gebäude erhalten |
| Viernheim                               | Synagoge Viernheim                           | im Novemberpogrom 1938 zerstört |
| Villmar                                 | Synagoge Villmar                             | 1938 (?) verkauft |
| Vöhl                                    | Synagoge Vöhl                                | Gebäude erhalten |
| Volkmarsen                              | Synagoge Volkmarsen                          | Gebäude erhalten |
| Schlüchtern-Vollmerz                    | Synagoge Vollmerz                            | in den 1970er Jahren abgetragen, und teilweise in einem Privathaus in Flieden-Stork wieder eingebaut |
| Maintal-Wachenbuchen                    | Synagoge Wachenbuchen                        | Gebäude erhalten |
| Wächtersbach                            | Synagoge Wächtersbach                        | Gebäude erhalten |
| Waldeck-Sachsenhausen                   | Synagoge Sachsenhausen                       | Gebäude erhalten |
| Hofheim-Wallau                          | Synagoge Wallau                              | 1974 abgerissen |
| Wanfried                                | Synagoge Wanfried                            | im Novemberpogrom 1938 zerstört |
| Taunusstein-Wehen                       | Synagoge Wehen                               | im Novemberpogrom 1938 zerstört |
| Marburg-Wehrda                          | Synagoge Wehrda                              | im Novemberpogrom 1938 zerstört |
| Wehrheim                                | Synagoge Wehrheim                            | Gebäude erhalten |
| Weilburg                                | Synagoge Weilburg                            | vor 1938 verkauft |
| Rodgau-Weiskirchen                      | Synagoge Weiskirchen                         | Gebäude erhalten |
| Gedern-Wenings                          | Synagoge Wenings                             | heute: katholische Kirche |
| Aßlar-Werdorf                           | Synagoge Werdorf                             | um 1900 aufgegeben; 1981 abgerissen |
| Wetter                                  | Synagoge Wetter                              | Gebäude erhalten |
| Wetzlar                                 | Synagoge Wetzlar                             | 1958 abgerissen |
| Wiesbaden                               | Synagoge Wiesbaden                           | im Novemberpogrom 1938 zerstört; Neubau 1966 |
| Gießen-Wieseck                          | Synagoge Wieseck                             | Gebäude erhalten |
| Nidderau-Windecken                      | Synagoge Windecken                           | im Novemberpogrom 1938 zerstört |
| Villmar-Weyer                           | Synagoge Weyer                               | vor 1938 verkauft |
| Wohratal-Wohra                          | Synagoge Wohra                               | 1992 nach Gießen transloziert und dort in liturgischem Gebrauch |
| Riedstadt-Wolfskehlen                   | Synagoge Wolfskehlen                         | Gebäude erhalten |
| Büttelborn-Worfelden                    | Synagoge Worfelden                           | Gebäude erhalten |
| Diemelstadt-Wrexen                      | Synagoge Wrexen                              | im Novemberpogrom 1938 zerstört |
| Ehrenberg-Wüstensachsen                 | Synagoge Wüstensachsen                       | im Novemberpogrom 1938 zerstört |
| Schwalmstadt-Ziegenhain                 | Synagoge Ziegenhain                          | vor 1938 an Privat verkauft |
| Neuental-Zimmersrode                    | Synagoge Zimmersrode                         | im Novemberpogrom 1938 zerstört |
| Fritzlar-Züschen                        | Synagoge Züschen                             | Gebäude erhalten |
| Bad Zwesten                             | Synagoge Zwesten                             | in den 1960er Jahren abgerissen |
| Zwingenberg                             | Synagoge Zwingenberg                         | Gebäude erhalten |